# 9 tháng 12
Ngày 9 tháng 12 là ngày thứ 343 (344 trong năm nhuận) trong lịch Gregory. Còn 22 ngày trong năm.

## Sự kiện
- 1531 – Maria được cho là hiện ra ở đồi Tepeyac nay thuộc thành phố Mexico.
- 1851 – Chi hội đầu tiên tại Bắc Mỹ của Hiệp hội Thanh niên Cơ Đốc được thành lập tại Montréal, Canada.
- 1793 – Noah Webster cho xuất bản báo American Minerva, nhật báo đầu tiên của thành phố New York, Hoa Kỳ.
- 1851 – Hiệp hội Thanh niên Cơ Đốc đầu tiên ở Bắc Mỹ được thành lập tại Montreal.
- 1931 – Nghị viện lập pháp phê chuẩn Hiến pháp cho Đệ nhị Cộng hòa Tây Ban Nha, thiết lập một hệ thống dân chủ thế tục.
- 1953 – General Electric tuyên bố rằng tất cả người lao động theo chủ nghĩa cộng sản sẽ bị sa thải khỏi công ty.
- 1961 – Tanganyika giành được độc lập từ Anh Quốc trước khi hợp nhất với Zanzibar để hình thành Tanzania ba năm sau đó.
- 1962 – Vườn quốc gia rừng hóa đá được thành lập tại bang Arizona, Hoa Kỳ.
- 1966 – Barbados gia nhập Liên Hợp Quốc.
- 1971 – Các Tiểu vương quốc Ả Rập Thống nhất gia nhập Liên Hợp Quốc.
- 1979 – Các nhà khoa học trong ủy ban Tổ chức Y tế Thế giới chứng nhận rằng bệnh đậu mùa được tiệt trừ trên toàn thế giới, là bệnh đầu tiên của con người bị thanh toán.
- 1988 – Loại chiến đấu cơ JAS 39 Gripen, do hãng hàng không Saab của Thụy Điển sản xuất, có chuyến bay thử nghiệm thành công đồng tiên.
- 1990 – Lech Wałęsa chiến thắng trong cuộc bầu cử Tổng thống dân chủ đầu tiên của Ba Lan.
- 2017 – Úc trở thành nước thứ 26 công nhận hôn nhân đồng giới.
- 2019 - Trường hợp đầu tiên nhiễm COVID-19 được xác nhận tại Vũ Hán.

## Sinh
- 1392 – Peter, Công tước xứ Coimbra (m. 1449)
- 1447 – Chu Kiến Thâm, tức Minh Hiến Tông hay Thành Hoá Đế, Hoàng đế thứ 8 triều Minh tại Trung Quốc, tức 2 tháng 11 năm Đinh Mão (m. 1487)
- 1508 – Gemma Frisius, nhà bản đồ học và toán học người Hà Lan (m. 1555)
- 1561 – Edwin Sandys, chính trị gia và luật sư người Anh (m. 1629)
- 1579 – Martino de Porres, tu sĩ Công giáo La Mã người Peru được phong thánh (m. 1639)
- 1594 – Gustav II Adolf, quốc vương của Thụy Điển (m. 1632)
- 1608 – John Milton, nhà thơ người Anh (m. 1674)
- 1748 – Claude Louis Berthollet, nhà hóa học người Pháp (m. 1822)
- 1842 – Peter Kropotkin, nhà hoạt động chính trị người Nga, tức 27 tháng 11 theo lịch Julius (m. 1921)
- 1868 – Fritz Haber, nhà hóa học người Đức, đoạt giải Nobel (m. 1934)
- 1906 – Grace Murray Hopper, sĩ quan hải quân, nhà khoa học máy tính người Mỹ, phát triển COBOL (m. 1992)
- 1909 – Lê Thị Xuyến, chính trị gia người Việt Nam (m. 1996)
- 1916 – Kirk Douglas, diễn viên người Mỹ
- 1917 – James Rainwater, nhà vật lý học người Mỹ, đoạt giải Nobel (m. 1986)
- 1919 – William Lipscomb, nhà hóa học người Mỹ, đoạt giải Nobel
- 1929 – Bob Hawke, chính trị gia người Úc, thủ tướng Úc thứ 23
- 1946 – Sonia Gandhi, chính trị gia người Ấn Độ gốc Ý
- 1953 – John Malkovich, diễn viên người Mỹ
- 1954 – Jean-Claude Juncker, chính trị gia người Luxembourg, Thủ tướng Luxembourg
- 1956 – Jean-Pierre Thiollet, nhà văn, nhà báo
- 1962 – Felicity Huffman, diễn viên người Mỹ
- 1963 – Masako, hoàng thái tử phi của Nhật Bản
- 1963 - Zurab Zhvania, chính trị gia người Gruzia, Thủ tướng Gruzia
- 1968 – Kurt Angle, đô vật và diễn viên người Mỹ
- 1970 – Kara DioGuardi, ca sĩ-người viết ca khúc và nhà sản xuất âm nhạc người Mỹ
- 1972 – Fabrice Santoro, vận động viên quần vợt người Pháp
- 1978 – Jesse Metcalfe, diễn viên người Mỹ
- 1979 – Trần Hảo, diễn viên và ca sĩ người Trung Quốc
- 1987 – Hikaru Nakamura, đại kiện tướng cờ vua người Mỹ gốc Nhật.
- 1991 – Minho, ca sĩ, vũ công, và diễn viên người Hàn Quốc (Shinee)
- 2004 – J, ca sĩ, thành viên nhóm nhạc Hàn Quốc STAYC
- 2005 – Nishimura Riki (nghệ danh: Ni-ki), ca sĩ,vũ công người Nhật Bản, thành viên nhóm nhạc Hàn Quốc ENHYPEN
- 2005 – Đỗ Ngọc Linh, MC, nữ tay đua người Việt Nam, học sinh chuyên Nguyễn Trãi Hải Dương.

## Mất
- 933 – Lý Tòng Vinh, hoàng tử Hậu Đường
- 1048 – Al-Biruni, nhà toán học người Ba Tư (b. 973)
- 1437 – Sigismund, hoàng đế Đế quốc La Mã Thần thánh (s. 1368)
- 1565 – Pius IV, giáo hoàng (s. 1499)
- 1625 – Ubbo Emmius, nhà sử học và địa lý người Đức (s. 1547)
- 1641 – Anthony van Dyck, họa sĩ người Bỉ (s. 1599)
- 1669 – Clement IX, giáo hoàng (s. 1600)
- 1798 – Johann Reinhold Forster, nhà thực vật học người Đức (s. 1729)
- 1858 – Nguyễn Phúc Miên Khách, tước phong Bảo An Quận công, hoàng tử con vua Minh Mạng (s. 1835)
- 1871 – Lương Thị Nguyện, phong hiệu Thất giai Quý nhân, thứ phi của vua Minh Mạng (s. 1800)
- 1871 – Nguyễn Phúc Miên Tiệp, tước phong Duy Xuyên Quận công, hoàng tử con vua Minh Mạng (s. 1832)
- 1897 – Hans von Bülow, tướng lĩnh Vương quốc Phổ, Đế quốc Đức (s. 1816)
- 1916 – Natsume Sōseki, tác gia người Nhật Bản (s. 1867)
- 1937 – Nils Gustaf Dalén, nhà vật lý người Thụy Điển, đoạt giải Nobel (s. 1869)
- 1941 – Dmitry Merezhkovsky, nhà văn, nhà triết học người Nga (s. 1865)
- 1955 – Hermann Weyl, nhà toán học người Đức (s. 1885)
- 1964 – Edith Sitwell, nhà thơ và nhà phê bình người Anh (b. 1887)
- 1970 – Artem Ivanovich Mikoyan, nhà thiết kế máy bay người Armenia tại Liên Xô, đồng sáng lập Mikoyan (s. 1905)
- 1971 – Ralph Bunche, nhà ngoại giao người Mỹ, đoạt giải Nobel (s. 1904)
- 1996 – Mary Leakey, nhà khảo cổ học và nhân loại học người Anh (b. 1913)
- 1996 – Alain Poher, chính khách người Pháp, Tổng thống Pháp (s. 1909)
- 2002 – Tố Hữu, tác gia và chính trị gia người Việt Nam, Chủ tịch Hội đồng Bộ trưởng Việt Nam (s. 1920)
- 2012 – Patrick Moore, nhà thiên văn học và sư phạm người Anh (s. 1923)
- 2014 – Jorge María Mejía, Hồng y người Argentina (s. 1923)
- 2015 – Julio Terrazas Sandoval, Hồng y người Bolivia (s. 1936)
- 2020 — Chí Tài, nam nghệ sĩ, danh hài Việt Nam (s. 1958)

## Những ngày lễ và kỷ niệm
- Ngày Quốc tế chống Tham nhũng (International Anti-Corruption Day)